# Nikola Pokrivač
Nikola Pokrivač (Čakovec, Croacia, 26 de noviembre de 1985-Karlovac, 18 de abril de 2025)  fue un futbolista croata. Jugaba de centrocampista y su último equipo fue el Vojnić '95 de Croacia.

## Biografía
Pokrivač comenzó su carrera futbolística en las categorías inferiores del Varteks Varaždin. En 2004 pasa a formar parte de la primera plantilla. Su debut en liga se produjo el 7 de agosto de 2004 contra el NK Zadar. Con este equipo participa en la Copa Intertoto y uná temporada después en la Copa de la UEFA.
En diciembre de 2006 ficha por el Dinamo de Zagreb. Con este club se proclama campeón de Liga y Copa esa misma temporada. En la primera mitad de la temporada 07-08 participa en la liguilla de la Champions League y más tarde en la Copa de la UEFA. 
Ayuda a su equipo a conquitar el doblete (Liga y Copa) ese año, aunque solo disputa medio campeonato, ya que el 30 de enero de 2008 Pokrivač se marcha a jugar a la Ligue 1 francesa con el AS Mónaco. Su debut en liga se produjo el 23 de febrero en el partido PSG 1 - 1 Mónaco. A partir de ese día se convierte en un fijo en el once titular.
El 24 de agosto de 2009, se anunció que Pokrivač ficha por tres temporadas con el equipo Red Bull Salzburgo de Austria. Su debut con su nuevo club se produjo el 29 de agosto de 2009 en la Bundesliga Austriaca en un partido contra Kapfenberg, sustituyó a su compañero Simon Cziommer en el minuto 55 y anotó su primer gol, cuando faltaban seis minutos para el final, que certificó la victoria final del Red Bull Salzburgo por 4-0.
El 26 de septiembre de 2009, Nicola anotó su segundo gol en la Bundesliga que supuso el triunfo de Salzburgo por 2-1 contra el Kärnten.

## Selección nacional
Ha sido internacional con la Selección de fútbol de Croacia en 15 ocasiones. Su debut como internacional se produjo el 24 de mayo de 2008 en un partido amistoso contra Moldavia. Nikola Pokrivač saltó al campo en el minuto 60 sustituyendo a Niko Kovač.
Fue convocado por su selección para participar en la Eurocopa de Austria y Suiza de 2008. Participó en un partido: Polonia 0 - 1 Croacia.

## Muerte
El 18 de abril de 2025 Pokrivač murió en un accidente de tráfico en Karlovac que involucró a cuatro vehículos, donde otro más murió y los demás ocupantes de los vehículos fueron hospitalizados con lesiones graves.

## Clubes
| Club                    | País       | Año        |
| ----------------------- | ---------- | ---------- |
| NK Varteks Varaždin     | Croacia    | 2004-2007  |
| NK Dinamo Zagreb        | Croacia    | 2007       |
| AS Monaco               | Francia    | 2008- 2009 |
| Red Bull Salzburg       | Austria    | 2009-2011  |
| Dinamo Zagreb           | Croacia    | 2011-2013  |
| Inter Zaprešić (cedido) | Croacia    | 2013       |
| Rijeka                  | Croacia    | 2013-2014  |
| Shakhter Karagandy      | Kazajistán | 2014-2015  |
| Slaven Belupo           | Croacia    | 2016-2017  |
| Pušća                   | Croacia    | 2018-2023  |
| GNK Tigar Sveta Nedelja | Croacia    | 2023-2024  |
| Vojnić '95              | Croacia    | 2023-2024  |

## Títulos
- 2 Ligas de Croacia (Dinamo de Zagreb, 2007 y 2008)
- 2 Copas de Croacia (Dinamo de Zagreb, 2007 y 2008)